# 靈伍德 (新澤西州)
靈伍德（英語：Ringwood）是位於美國新澤西州巴賽克縣的自治市鎮。

## 人口
根據2020年美國人口普查的數據，靈伍德的面積為73.80平方千米，當中陸地面積為66.28平方千米，而水域面積為6.52平方千米。當地共有人口11735人，而人口密度為每平方千米159人。